# ミルキィホームズの特別授業
『ミルキィホームズの特別授業』（ミルキィホームズのとくべつじゅぎょう）は、2011年10月17日から2012年12月16日まで放送されていたテレビ番組。

## 概要
声優の三森すずこ、徳井青空、佐々木未来、橘田いずみの4名がレギュラーとして出演するバラエティー番組である。この4名はゲーム『探偵オペラ ミルキィホームズ』での共演を期に、声優ユニットとして「ミルキィホームズ」を結成するなど、ともに活動することが多い。そのため、番組名もこの声優ユニット名に因んで命名された。ただ、番組自体は『探偵オペラ ミルキィホームズ』とは関連性が薄く、クイズ・ゲーム、ミステリー仕立ての謎解きやトーク企画に挑むという内容である。

## 放送形態
つくばテレビにより制作され、同社が運営するチャンネル「エンタ!371」にて放送された。つくばテレビは衛星一般放送事業者としてスカパー!に配給しており、木曜日の午前10時から1時間にわたって放送された。また、インターネットにも配信しており、オンデマンドにて視聴可能である。
なお、スカパー!を通じて放送していることから、日本国内のほぼ全域で視聴可能となった。ミルキィホームズの冠番組のうち、日本国内全域で視聴可能となったのは、インターネット配信を除けばこの『ミルキィホームズの特別授業』が初めてである。

## 各話の内容
| タイトル                       | 内容                                                                   |
| ------------------------------ | ---------------------------------------------------------------------- |
| ミルキィホームズの特別授業 #1  | ミルキィホームズの宝探しゲーム(前編)、フリートーク、ことわざクイズ     |
| ミルキィホームズの特別授業 #2  | ミルキィホームズの宝探しゲーム(後編)、フリートーク、業界用語クイズ     |
| ミルキィホームズの特別授業 #3  | ミルキィホームズの鬼ごっこ、フリートーク、マッチ棒クイズ               |
| ミルキィホームズの特別授業 #4  | 怪盗ミルキィホームズ、フリートーク、お絵描き伝言ゲーム                 |
| ミルキィホームズの特別授業 #5  | 湯けむり聖剣伝説(前編)、フリートーク                                   |
| ミルキィホームズの特別授業 #6  | 湯けむり聖剣伝説(後編)、頭のストレッチ                                 |
| ミルキィホームズの特別授業 #7  | ミルキィホームズのミステリー劇(前編)、フリートーク、ことわざクイズ     |
| ミルキィホームズの特別授業 #8  | ミルキィホームズのミステリー劇(後編)、フリートーク、ドキドキトーク     |
| ミルキィホームズの特別授業 #9  | ミルキィホームズの身体測定、フリートーク、シンクロゲーム、アテレコ     |
| ミルキィホームズの特別授業 #10 | ミルキィ・マージャン頂上決定戦、フリートーク、4文字クイズ              |
| ミルキィホームズの特別授業 #11 | ミルキィ・ドロップアウトゲーム(前編)、フリートーク、ドキドキトーク     |
| ミルキィホームズの特別授業 #12 | ミルキィ・ドロップアウトゲーム(後編)、フリートーク、ゼスチャーゲーム   |
| ミルキィホームズの特別授業 #13 | ミルキィホームズの時限爆弾解除ゲーム(前編)、白黒陣取りゲーム           |
| ミルキィホームズの特別授業 #14 | ミルキィホームズの時限爆弾解除ゲーム(中編)、ミルキィ神経衰弱           |
| ミルキィホームズの特別授業 #15 | ミルキィホームズの時限爆弾解除ゲーム(後編)、フリートーク、仲良しクイズ |

## DVD
| 発売日         | タイトル                         | 規格品番 |
| -------------- | -------------------------------- | -------- |
| 2012年3月31日  | ミルキィホームズの特別授業 1学期 | TENM-010 |
| 2013年1月30日  | ミルキィホームズの特別授業 2学期 | TENM-016 |
| 2013年3月29日  | ミルキィホームズの特別授業 3学期 | TENM-026 |
| 2013年7月31日  | ミルキィホームズの特別授業 4学期 | TENM-034 |
| 2013年10月23日 | ミルキィホームズの特別授業 5学期 | TENM-042 |